# فاصوليا مقلية
الفاصوليا المقلية (بالإسبانية: frijoles refritos)‏، هو طبق من الفاصوليا المطبوخ والمهروسة وتعتبر أحد الأطباق الرئيسية التقليدية للمطبخ المكسيكي ومطبخ تكس مكس، ولكل مطبخ أسلوب مختلف في اعداد الطبق. وللفاصوليا المقلية شعبية في العديد من بلدان أمريكا اللاتينية الأخرى.

## الإستعمالات
في الطبخ العائلي، غالباً ما يتم تقديم الفاصولياء المجففة كطبق جانبي مصحوب بالطبق الرئيسي، أو محشو في خبز التُّرتية للحصول على بوريتو الفول.
في الولايات المتحدة، يتم إنتاج الفاصولياء المجففة الأكثر شيوعًا من حبوب الفول. حيت يتم تقديمها كطبق جانبي مع معظم وجبات مطاعم Tex-Mex. كما أن الفاصوليا المجففة هي أيضا عنصر أساسي في العديد من وصفات توستادا، تشيميتشانجا وبوبوسا.